# Matula (Band)
Matula ist eine 2003 gegründete Indie-Punkband ursprünglich aus Neumünster. Vor der Veröffentlichung des Debütalbums 2007 waren dann drei Viertel der Band nach Hamburg gezogen.

## Geschichte
Die Band stammt ursprünglich aus Neumünster, so wie auch Renke Ehmcke, der Gründer und Inhaber von Zeitstrafe. Im Anschluss an die Veröffentlichung der Debüt-EP Gute Sache aber ohne mich spielte die Band eigenen Angaben zufolge bis ins erste Halbjahr 2007 60–80 Konzerte in Deutschland. In dieser Zeit sind auch drei Viertel der Band nach Hamburg gezogen.
Matula veröffentlichte ab 2007 im Abstand von drei bis vier Jahren ein neues Album – bis 2018 insgesamt vier –, die allesamt bei Ehmckes Zeitstrafe erschienen.
Darüber hinaus nahm die Band auch eine Reihe von Singles und EPs auf, darunter Split-Veröffentlichungen mit Captain Planet, Planke und Mikrokosmos23, für die auch andere Musiklabel verantwortlich zeichneten.

## Diskografie

### Alben
- 2007: Kuddel (Zeitstrafe)
- 2010: Blinker (Zeitstrafe)
- 2014: Auf allen Festen  (Zeitstrafe)
- 2014: Kuddel & Blinker (Zeitstrafe, Kompilation)
- 2018: Schwere (Zeitstrafe)

### Singles und EPs
- 2005: Gute Sache aber ohne mich (Burner Onefield Records)
- 2008: Split-10" mit Captain Planet, Planke und Mikrokosmos23 (Kids in Misery / unterm durchschnitt)
- 2008: Split mit Nein Nein Nein (Zeitstrafe)
- 2014: Kolumbus EP (Selbstverlag)
- 2018: Split mit Captain Planet (Zeitstrafe)